# Edmond Amran El Maleh
Edmond Amran El Maleh (in arabo ادمون عمران المالح‎?; Safi, 30 marzo 1917 – Rabat, 15 novembre 2010) è stato uno scrittore e attivista marocchino.

## Biografia
Edmond Amran El Maleh nacque a Safi da una famiglia ebrea berbera originaria del Sous orientale. Si avvicinò agli ambienti della sinistra in uno stabilimento della Fiat a Casablanca. Venne coinvolto nelle attività del Partito Comunista Marocchino, entrando nel politburo, e partecipò alla campagna per l'indipendenza del Marocco. Divenne responsabile del partito dopo l'arresto di Ali Yata tra gli anni 1940 e 1950. Espresse posizioni fortemente antisioniste e si oppose all'emigrazione dei suoi connazionali di fede ebraica che venivano convinti dagli agenti sionisti a trasferirsi in Israele; fu sostenitore della causa palestinese. Si trasferì a Parigi nel 1965, dove lavorò come giornalista e insegnante di filosofia.
Iniziò a scrivere nel 1980 una serie di romanzi e racconti. I suoi scritti furono impregnati dalla memoria e dalla simbiosi culturale araba, berbera ed ebraica propria del Marocco. Scrisse soprattutto in lingua francese, anche se fece spesso riferimento anche all'arabo marocchino. Dal 1999 fino alla sua morte visse a Rabat, dove morì il 15 novembre 2010, all'età di 93 anni, venendo sepolto nel cimitero ebraico di Essaouira.

## Opere
- Parcours immobile (1980)
- Aïlen ou la nuit du récit (1983)
- Mille ans, un jour (1986)
- Jean Genet, Le Captif amoureux et autres essais (1988)
- Le Retour d'Abou El Haki (1990)
- Abner, Abnour (1996)
- Le café bleu. Zrirek (1999)
- La maIle de Sidi Maâchou (1998)
- Essaouira Cité heureuse (2000)
- Une femme, une mère (2004)
- Lettres à moi-même (2010)